# Villa del Tellaro

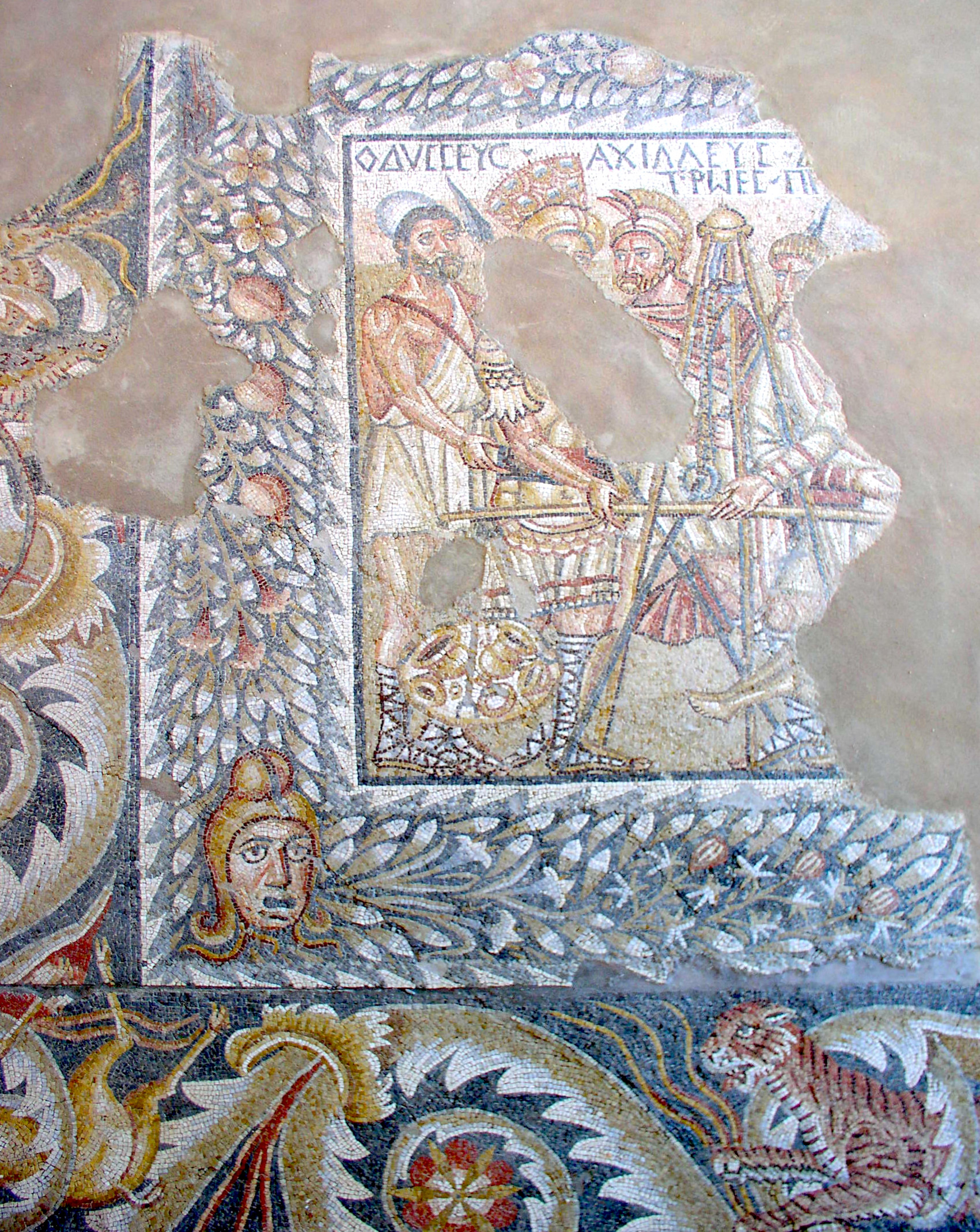
Il Riscatto del corpo di Ettore

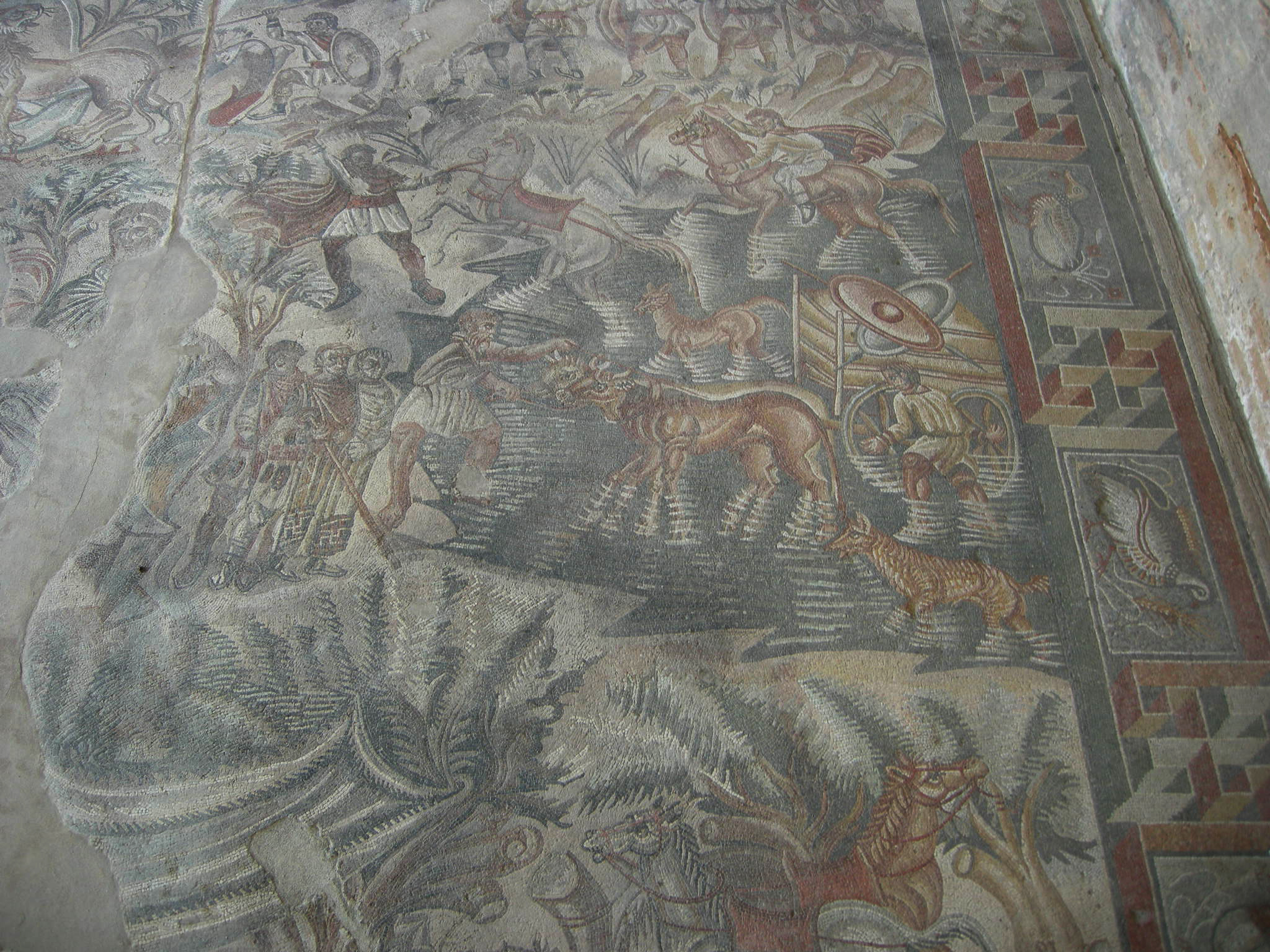
Il mosaico della Caccia

La villa del Tellàro è una ricca residenza extraurbana della tarda età imperiale romana, che si trova nei pressi di Noto, nella provincia di Siracusa.

## Storia e descrizione
I resti, rinvenuti a partire dal 1971, si trovano in un fertile comprensorio agricolo, su una bassa elevazione presso il fiume Tellaro, sotto una masseria sette-ottocentesca.
Il corpo centrale della villa, più piccola di quella di Patti, si articola intorno ad un vasto peristilio. Il tratto del portico sul lato settentrionale presentava una pavimentazione a mosaico con festoni d'alloro che formano cerchi e ottagoni con i lati inflessi includenti motivi geometrici e floreali e su di esso si affacciano altri due ambienti che conservano i mosaici figurati.
Nel primo di questi ambienti il mosaico, molto danneggiato, conserva un pannello con la scena del riscatto del corpo di Ettore: Ulisse, Achille e Diomede, identificati da iscrizioni in greco, sono impegnati nella pesatura del cadavere dell'eroe. La figura di Priamo è perduta; il corpo di Ettore, frammentario, si trovava su un piatto della bilancia; l'oro del riscatto era nell'altro piatto. Quest'episodio, non ricordato nell’Iliade di Omero, deriva probabilmente da una tragedia di Eschilo. Il pavimento musivo del secondo ambiente presenta una scena di caccia, con un banchetto all'aria aperta tra gli alberi ed una figura femminile interpretata come personificazione dell'Africa.
Le scene del secondo ambiente richiamano i mosaici di caccia della Villa del Casale a Piazza Armerina, ma con figure più stilizzate e bidimensionali, dalle proporzioni incerte, che rendono l'effetto grandemente diverso. Probabilmente i mosaici sono opera di maestranze africane.
Sulla base dell'evidenza numismatica, i mosaici vennero realizzati dopo la metà del IV secolo d.C.

## La villa oggi

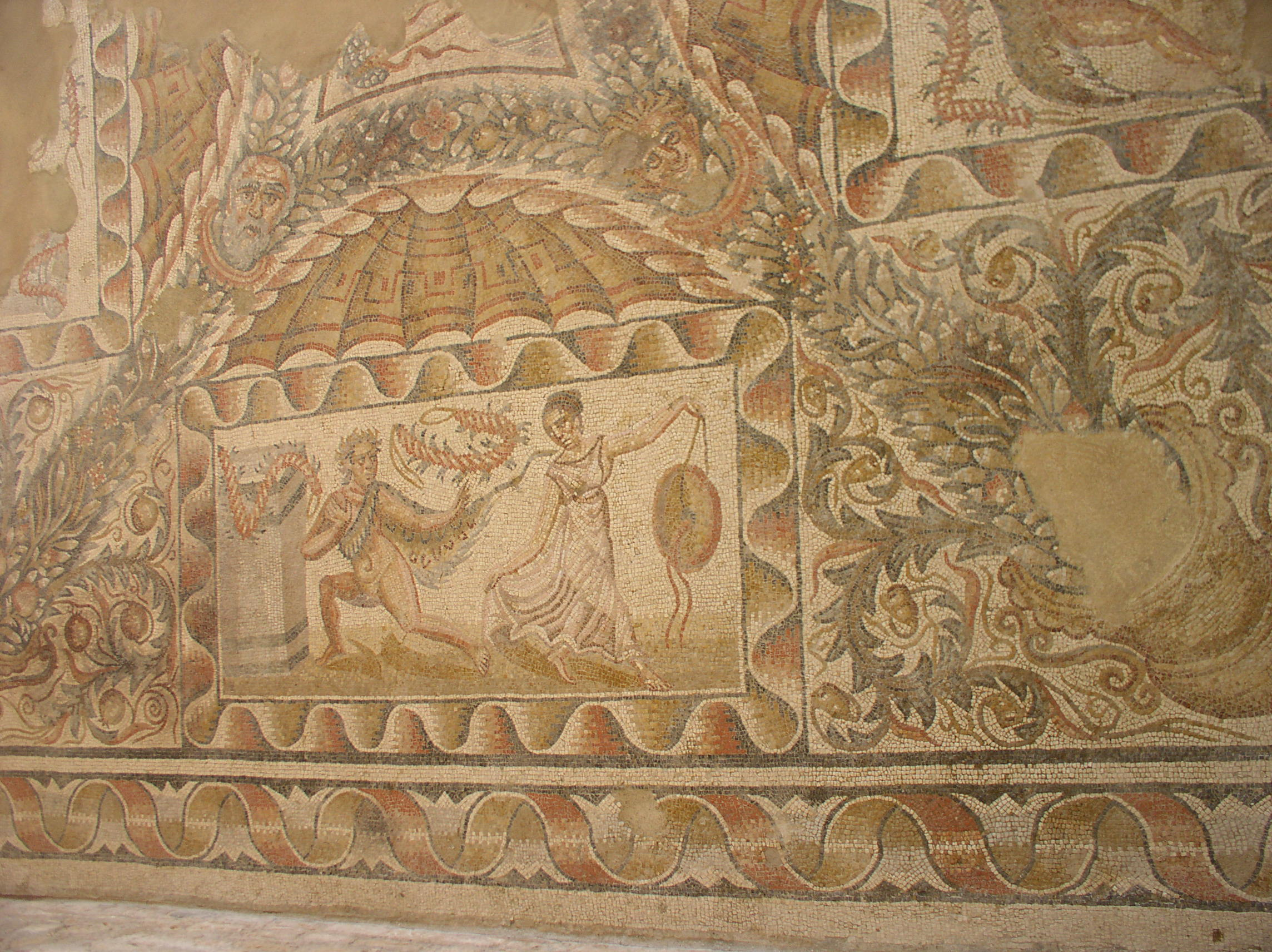
Scena con satiro

La villa del Tellaro è stata oggetto negli ultimi anni di un rinnovato interesse, grazie soprattutto ad una serie di progetti di ristrutturazione e riqualificazione dell'area interessata. Il 15 marzo 2008, oltre trenta anni dopo gli scavi, la villa del Tellaro è stata finalmente inaugurata e resa fruibile al pubblico.
Alle spalle della Villa cominciano gli splendidi e talvolta antichi vigneti, dove ancora oggi si coltivano le tradizionali uve del territorio: nero d'Avola, moscato e albanella (o albanello) sempre più difficile da trovare.

## Galleria d'immagini

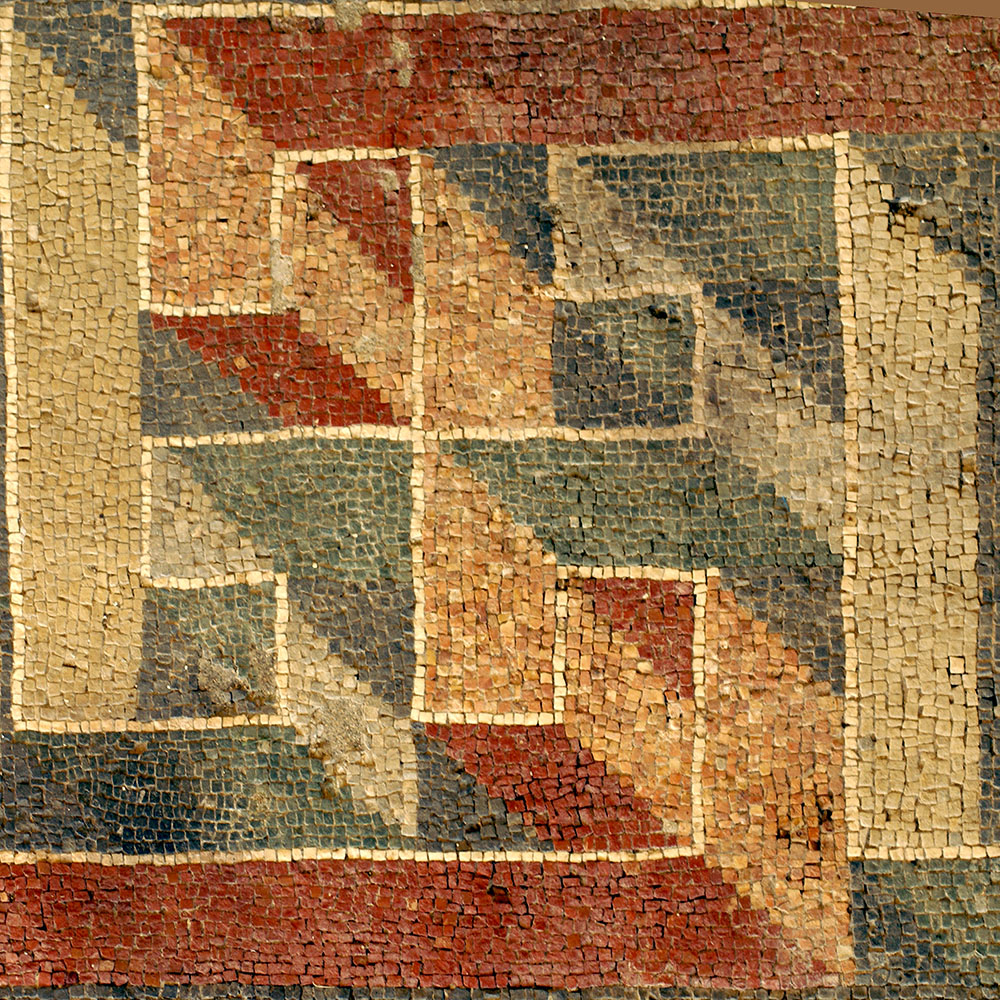
Motivo geometrico
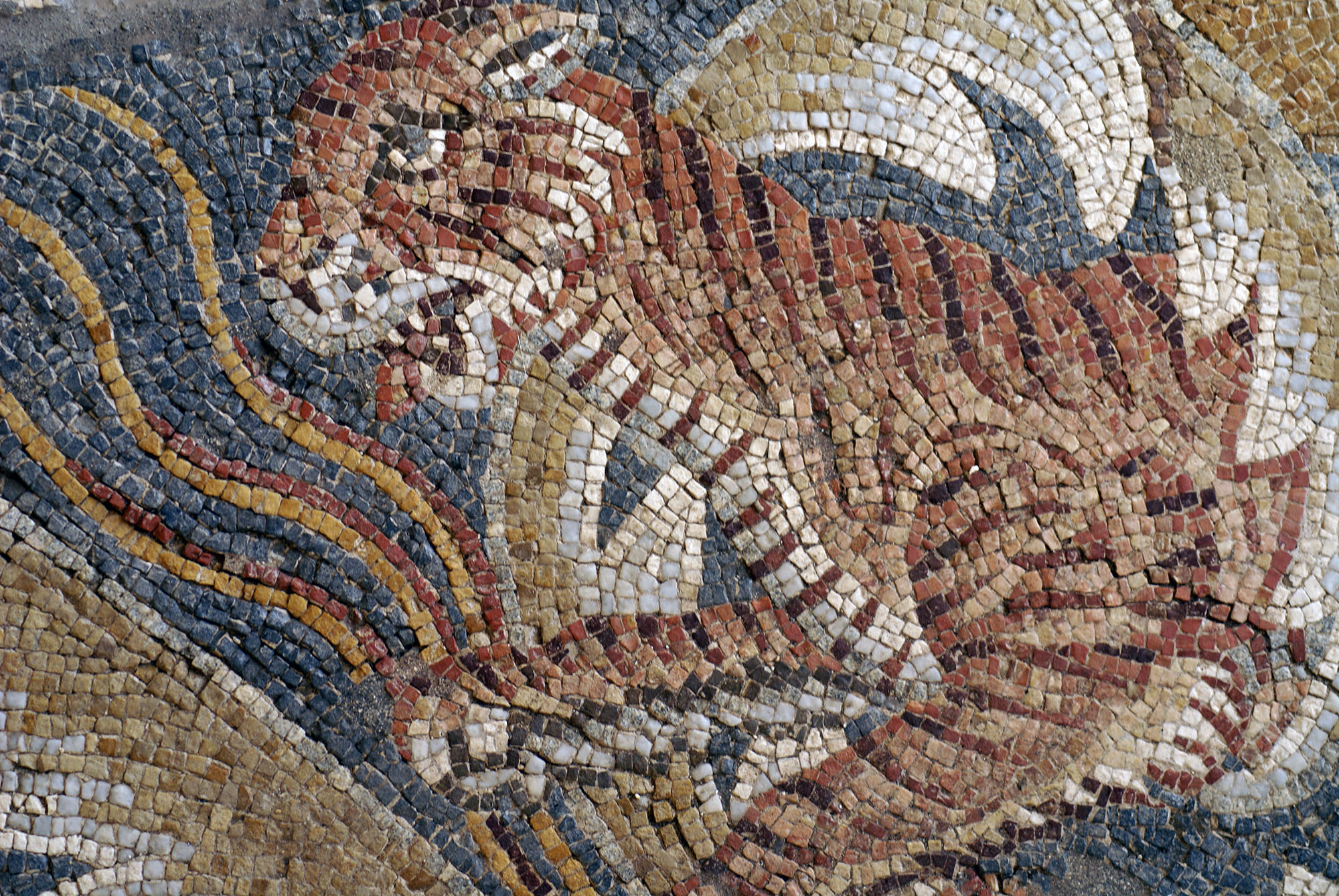
Tigre